# 마쓰오 나오토
마쓰오 나오토(일본어: 松尾 直人, 1979년 9월 10일 ~ )는 일본의 전 축구 선수이다.

## 구단 경력
과거 비셀 고베, 힘나시아 후후이, 세레소 오사카, 알비렉스 니가타, FC 도쿄, 쇼난 벨마레, FC 오사카에서 활동하였다.